# Microtropis sabahensis
Microtropis sabahensis är en benvedsväxtart som beskrevs av K.M. Kochummen. Microtropis sabahensis ingår i släktet Microtropis och familjen Celastraceae. Inga underarter finns listade.